# Top Secret Drum Corps

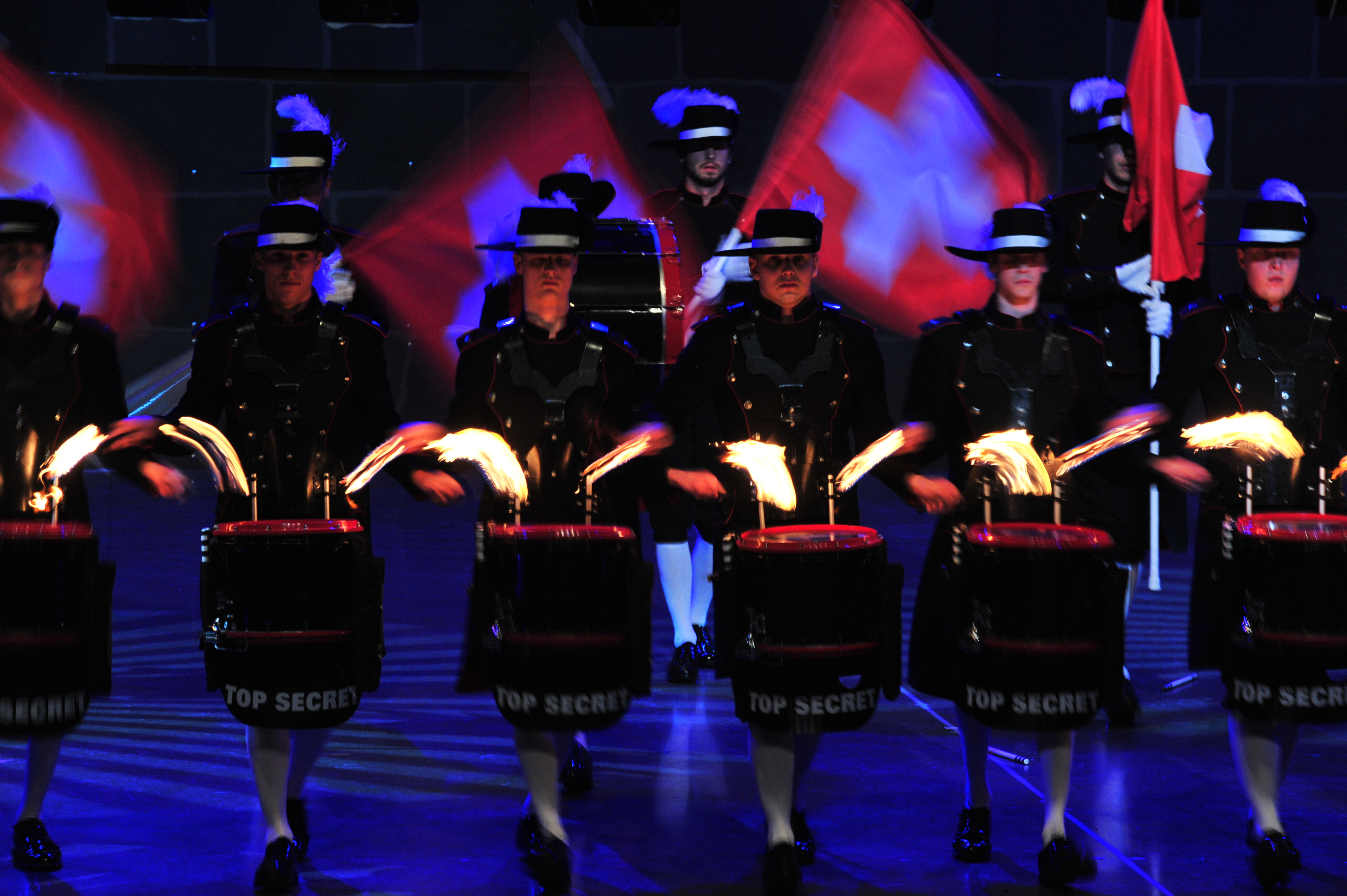
Top Secret Drum Corps durante una esibizione in Norvegia

Top Secret Drum Corps è una drum and bugle corps svizzera con sede a Basilea.
Indossano divise ispirate alle uniformi militari del XVIII secolo e sono diventati famosi in seguito alla loro esibizione al tattoo militare di Edimburgo nel 2003.